# Benito de Aviñón
Benito de Aviñón, conocido en la régión como San Bénézet, nació en 1165 en Ardèche y murió en 1184, fue un joven pastor que, según la leyenda, construyó el puente de la ciudad de Aviñón, Francia, después de cargar una gran roca hasta la orilla del río como prueba del poder de Dios.

## Su vida
En 1170, Bénézet escuchó una voz celeste que le animaba a «construir un puente en el Rhône». Fue entonces a Aviñón para encontrarse con el obispo quien, al principio, escéptico, acepta su proposición. Con un grupo de amigos, Bénézet empieza la construcción del puente en 1177.
Bénézet, muy dedicado a los pobres que pasaban, predicaba el Evangelio, recorriendo la región para recolectar limosnas. Muere en 1184, a la edad de 19 años, antes de haber visto la terminación del puente. Después de su muerte, sus amigos se unieron para formar una orden religiosa: la Orden de los hermanos pontífices, aprobada en 1189 por el papa Clemente III. Su vocación era la de recoger fondos para construir obras de arte, mantenerlas, dar posada a a los peregrinos y a los viajeros. La orden fue suprimida en 1459.

## Milagros
La leyenda, conservada en los archivos del departamento de Vaucluse, es seguida de una firma de testigos, lo que hace pensar que un proceso de canonización se hubo realizado. Los testigos fueron llamados 20 años después de la muerte de Bénézet. Ellos confirmaron que el joven pastor puso la primera piedra del puente y relataron varios milagros que se vieron antes y después de su muerte.
Primero elevó y movió una piedra que ni 30 hombres la hubieran podido mover, la primera del puente. Con este gesto, muchos vieron la ayuda de Dios y la ayuda comenzó a llegar. Es el primero de los milagros que se le atribuyen a su llegada a Aviñón.
Los demás milagros se centran esencialmente en los sordos, los ciegos y los discapacitados.